# Tomas Gadeikis
Tomas Gadeikis (Šiauliai, 30 de enero de 1984) es un deportista lituano que compitió en piragüismo en la modalidad de aguas tranquilas.
Ganó cinco medallas en el Campeonato Mundial de Piragüismo entre los años 2006 y 2011, y ocho medallas en el Campeonato Europeo de Piragüismo entre los años 2006 y 2012.

## Palmarés internacional
| Campeonato Mundial | Campeonato Mundial       | Campeonato Mundial | Campeonato Mundial |
| Año                | Lugar                    | Medalla            | Competición        |
| ------------------ | ------------------------ | ------------------ | ------------------ |
| 2006               | Szeged (Hungría)         | Medalla de bronce  | C2 200 m           |
| 2007               | Duisburgo (Alemania)     | Medalla de bronce  | C2 200 m           |
| 2009               | Dartmouth (Canadá)       | Medalla de oro     | C2 200 m           |
| 2010               | Poznań (Polonia)         | Medalla de oro     | C2 200 m           |
| 2011               | Szeged (Hungría)         | Medalla de oro     | C2 200 m           |
| Campeonato Europeo |                          |                    |                    |
| Año                | Lugar                    | Medalla            | Competición        |
| 2006               | Račice (República Checa) | Medalla de plata   | C2 200 m           |
| 2006               | Račice (República Checa) | Medalla de bronce  | C4 200 m           |
| 2007               | Pontevedra (España)      | Medalla de oro     | C2 200 m           |
| 2008               | Milán (Italia)           | Medalla de oro     | C2 200 m           |
| 2009               | Brandeburgo (Alemania)   | Medalla de oro     | C2 200 m           |
| 2010               | Corvera (España)         | Medalla de oro     | C2 200 m           |
| 2011               | Belgrado (Serbia)        | Medalla de oro     | C2 200 m           |
| 2012               | Zagreb (Croacia)         | Medalla de oro     | C2 200 m           |